# Milán-San Remo 1918
La Milán-San Remo 1918 fue la 11.ª edición de la Milán-San Remo. La carrera se disputó el 14 de abril de 1918. El vencedor final el italiano Costante Girardengo, que de esta manera conseguía la primera de les seis victorias en esta carrera.

## Clasificación final
| Posición | Ciclista            | Equipo  | Tiempo       |
| -------- | ------------------- | ------- | ------------ |
| 1        | Costante Girardengo | Bianchi | 11h 48' 00"  |
| 2        | Gaetano Belloni     | Bianchi | + 13' 00"    |
| 3        | Ugo Agostoni        | Bianchi | + 59' 00"    |
| 4        | Ezio Corlaita       | Peugeot | + 1h 37' 00" |
| 5        | Costante Costa      | -       | m. t.        |
| 6        | Carlo Giacchino     | -       | + 2h 52' 00" |
| 7        | Luigi Vertemati     | -       | + 4h 02' 00" |